# فرار (مجموعه تلویزیونی ترکی)
فرار، با امضای O3 Medya و Same Film، قسمت اول این سریال در ۱۴ ژوئن ۲۰۲۲ منتشر شد، داستان سریال فرار متعلق به انگین آکیورک است، کارگردانی این سریال بر عهده یاغیز آلپ آکایدین و فیلمنامه توسط علی دوغانچای نوشته شده‌است. سریال فرار با نقش آفرینی انگین آکیورک و ایرم حلواجی‌اوغلو اولین سریال ترکی منتشر شده در دیزنی پلاس است.

## خلاصه داستان
سریال فرار روایتگر زندگی دو شخصیت اصلی مجموعه یعنی محمت و زینب است. در سریال فرار شاهد داستان محمت و زینب خواهیم بود که دو خبرنگار جنگی هستند و شروع به پیگیری تحولاتی تکان دهنده در یک منطقه جنگی می‌کنند. داستان سریال با عکاس جنگی، محمت و گروهی از روزنامه‌نگاران کشورهای مختلف شروع می‌شود که برای تحقیق به یک روستا بنام ازیدی می‌آیند. این گروه وقتی در اثر یک حمله به دست سازمان می‌افتند، از مرز عبور می‌کنند و حال باید برای حفظ جان خویش با مشکلات سر راهشان دست و پنجه نرم کنند.

## بازیگران
- انگین آکیورک - محمت یوجل خبرنگار نقش اصلی
- ایرم حلواجی‌اوغلو - زینب کاراجا خبرنگار نقش اصلی
- لونت اولگن - ابوعابدین
- آراس آیدین - فدیل
- لیلا تانلار - نِوی
- دنیز بایسال - الوین
- اوزگور چویک - روبرت
- اونور بای - ایلکر لالیک
- آدم ییلماز - نواح
- حسین ایلهان - پائول
- عزیز چاپکورت - ابوظالم
- سرکان گنچ - موصاف
- سزگین اوزونبکیراوغلو - فاطیما
- طاها بورا الکوجا - احمد
- دیلان گولمز - عایشه
- گیزم اوزمن - نورسو
- مرت ازبک - جان
- محمد الشما - جمال
- محمت علی گوموش - سرکان
- هلال آردا اویسال - پلین